# Nouvelle-Zélande aux Jeux olympiques d'été de 1948
La Nouvelle-Zélande participe aux Jeux olympiques d'été de 1948 à Londres, en  Angleterre. Il s'agit de la huitième participation d'une équipe néo-zélandaise aux Jeux olympiques si on compte ses deux premières participation au sein de l'Australasie. Représenté dans de cinq sports par une délégation de sept athlètes dont une femme en natation, la Nouvelle-Zélande n’obtient toutefois aucune médaille.

## Athlétisme
| Athlète            | Épreuve              | 1er tour     | 1er tour | Demi-finale | Demi-finale | Finale  | Finale  |
| Athlète            | Épreuve              | Temps        | Rang     | Temps       | Rang        | Temps   | Rang    |
| ------------------ | -------------------- | ------------ | -------- | ----------- | ----------- | ------- | ------- |
| Doug Harris        | 800 m masculin       | 1 min 56 s 6 | 2e       | DNF         | -           | Éliminé | Éliminé |
| John Holland       | 400 m haies masculin | 54 s 6       | 1er      | 53 s 9      | 6e          | Éliminé | Éliminé |
| Harold Nelson (en) | 5 000 m masculin     | NC           | NC       | 53 s 9      | 6e          | Éliminé | Éliminé |
| Harold Nelson (en) | 1 000 m masculin     | NC           | NC       | NC          | NC          | 53 s 9  | NC      |

## Boxe
| Bob Goslin | Poids Plumes hommes (-91 kg) | Johnson Défaite RSC 3 | Éliminé | Éliminé | Éliminé | Éliminé | Éliminé | Éliminé | Éliminé | Éliminé | Éliminé | Éliminé |

## Cyclisme
En cyclisme sur route, Nick Carter a pris le départ de la course en ligne masculine sans avoir pu franchir l'arrivée.

## Haltérophilie
| Athlète      | Compétition           | Presse   | Presse | Arraché  | Arraché | Épaulé-jeté | Épaulé-jeté | Total    | Rang |
| Athlète      | Compétition           | Résultat | Rang   | Résultat | Rang    | Résultat    | Rang        | Total    | Rang |
| ------------ | --------------------- | -------- | ------ | -------- | ------- | ----------- | ----------- | -------- | ---- |
| Maurice Crow | Moins de 56 kg hommes | 77,5 kg  | 12e    | 85 kg    | 6e      | 110 kg      | 7e          | 272,5 kg | 8e   |

## Natation
| Athlète     | Épreuve           | Série        | Série | Demi-finale  | Demi-finale | Finale  | Finale  |
| Athlète     | Épreuve           | Temps        | Rang  | Temps        | Rang        | Temps   | Rang    |
| ----------- | ----------------- | ------------ | ----- | ------------ | ----------- | ------- | ------- |
| Ngaire Lane | 100 m dos féminin | 1 min 18 s 8 | 2e Q  | 1 min 19 s 0 | 7e          | Éliminé | Éliminé |